# Аху

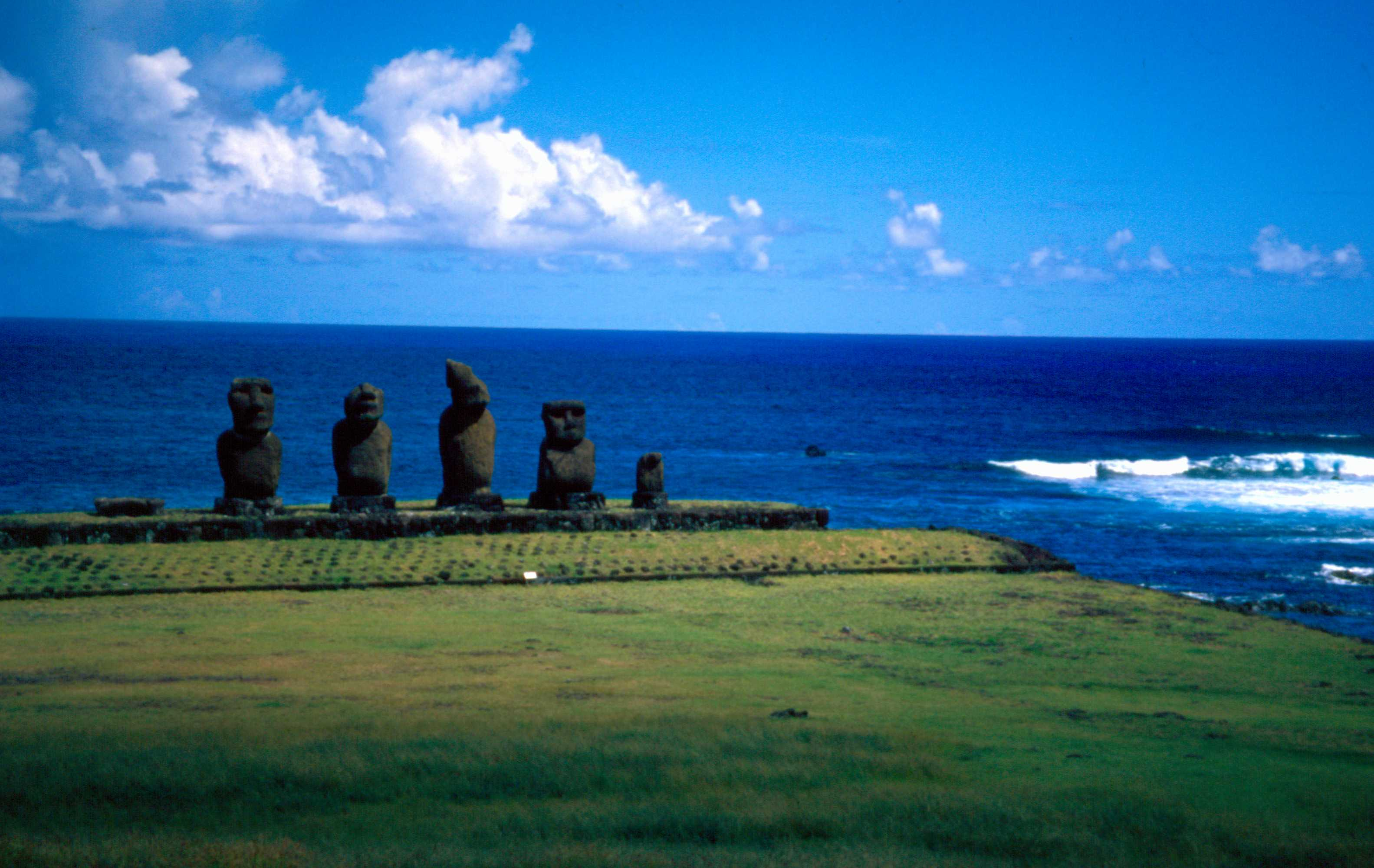
Аху Тахірі

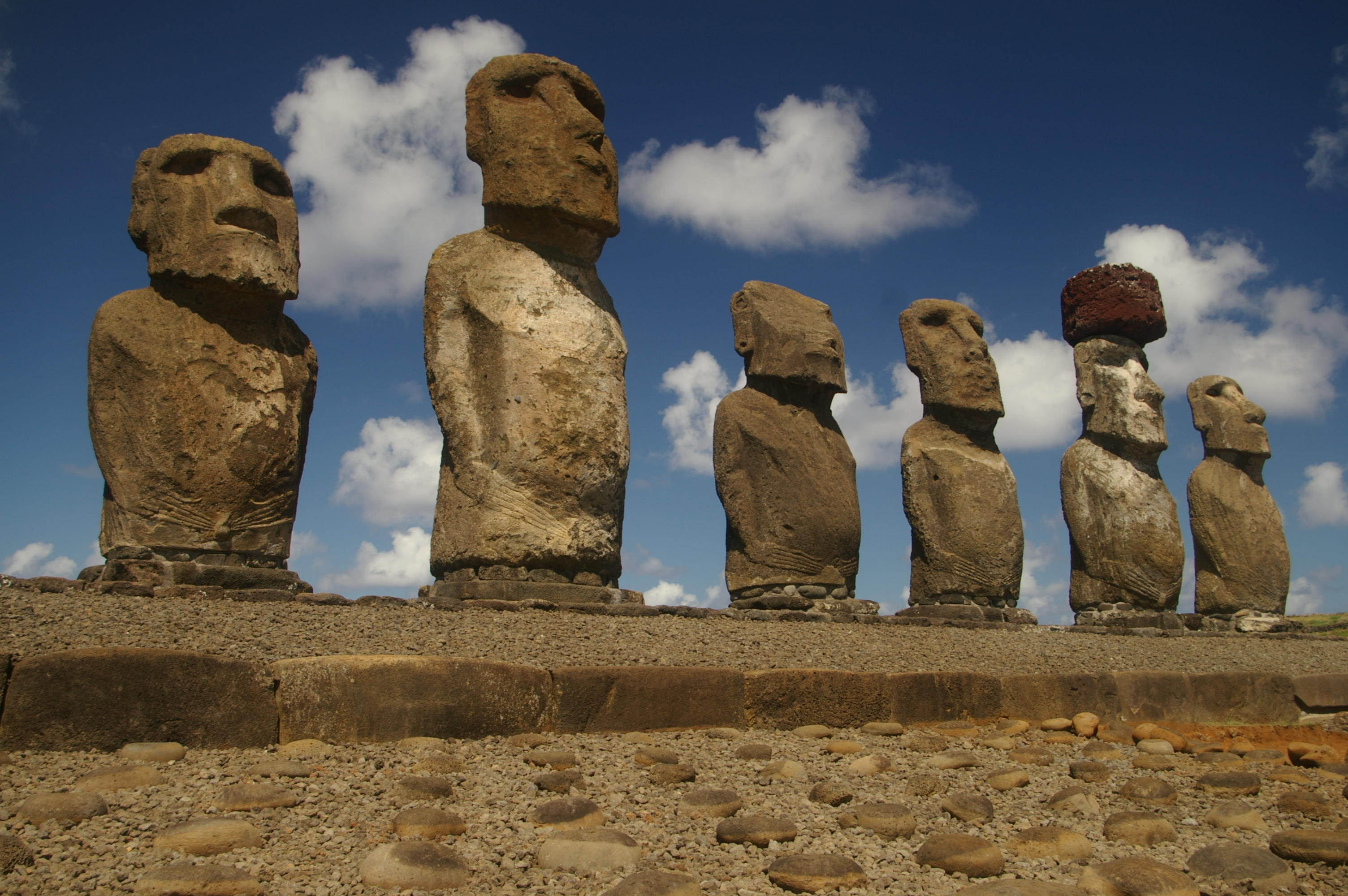
Моаї «сидять» на постаментах — церемоніальній святині аху

Аху — церемоніальні місця корінних жителів острова Пасхи, які за їхніми віруваннями утворювали духовну сполучну ланку між цим і потойбічним світом.
Являють собою рівні або злегка нахилені до моря кам'яні майданчики прямокутної форми, довжиною від десяти до ста метрів і шириною приблизно 50 метрів. Більшість з них розташована на морському узбережжі і відокремлені від води тільки п'єдесталом для моаї висотою від 3 до 6 м.
Всього на острові Пасхи відомо 255 аху, які знаходяться в різній мірі збереження.
Термін «Аху» також відомий з Маркізьких островів, Туамоту і Тубуаї. Проте там він позначає тільки піднесену платформу церемоніального місця прямокутної форми.
Аху острова Пасхи різні по довжині: найдовший — 160 метрів. У той же час ті з них, які несуть на собі тільки одного моаї мають довжину кілька метрів. Кожен аху має міцний кам'яний фундамент, який нахиляється вгорі до високої тераси, на якій встановлені моаї. Деякі тераси розташовані на 4,5 метри вище рівня моря. Опори моаї мають довжину 3 метри і завширшки — до 2,7 метра.
З якою метою були створені перші аху, досьогодні залишається загадкою, згодом їх часто споруджували на місцях поховання вождів.
Недалеко від вулкану Рано Рараку знаходиться найбільший на острові постамент Аху Тонгарикі  з 15 статуями моаї різного розміру.
Найвідомішим є  Аху Аківа , який є не тільки священним місцем, але й обсерваторією. Він був споруджений приблизно в 1500 році нашої ери. Постамент аху підтримує 7 статуй моаї, схожих по висоті і стилю, які встановлені обличчями до океану. Кожна із семи статуй у висоту досягає приблизно 3,6 метрів і важить близько 18 тонн. Статуї розташовані з астрономічною точністю — погляди статуй проєкційно сходяться в точці сонячного рівнодення. Аху Аківа був відновлений в 1960 році, коли команда археолога Вільяма Маллоя провела кілька місяців, піднімаючи повалені статуї на їх початкове положення.
Чи використовувалися аху для регулярних похоронів і спалювання померлих, достовірно невідомо.